# San Gil, Querétaro Arteaga
San Gil är en ort i Mexiko.   Den ligger i kommunen San Juan del Río och delstaten Querétaro Arteaga, i den centrala delen av landet, 150 km nordväst om huvudstaden Mexico City. San Gil ligger 1 905 meter över havet och antalet invånare är 474.
Terrängen runt San Gil är platt norrut, men söderut är den kuperad. Runt San Gil är det ganska tätbefolkat, med 230 invånare per kvadratkilometer. Närmaste större samhälle är San Juan del Río, 9,8 km sydost om San Gil. Omgivningarna runt San Gil är en mosaik av jordbruksmark och naturlig växtlighet.